# Vojtěch Rödl
Vojtěch Rödl (* 1. dubna 1949 Praha) je český matematik specializující se především na kombinatoriku, působící v USA, profesor na Emoryho univerzitě.

## Život
Rödl získal doktorát na Matematicko-fyzikální fakultě Univerzity Karlovy v roce 1976. Jeho učitelem byl Zdeněk Hedrlín.
V letech 1973 až 1987 přednášel na Fakultě jaderné a fyzikálně inženýrské ČVUT v Praze. Zastával hostující pozice v různých institucích včetně McMaster University, University of Waterloo, Bell Laboratories, Microsoftu, Univerzity Karlovy, Matematického ústavu AV ČR, Bielefeldské univerzity a také na Humboldtově univerzitě v Berlíně.
Působí v redakční radě několika mezinárodních časopisů.
Přednášel na mnoha konferencích, včetně plenárního projevu v roce 2014 na Mezinárodním kongresu matematiků v Soulu a přednášky v roce 1990 na Mezinárodním kongresu matematiků v Kjótu.
Má několik společných publikací s Pálem Erdősem.

## Dílo
Rödl publikoval více než čtyři sta prací, převážně o kombinatorice. Je známý především svými příspěvky k Ramseyho teorii, extrémním problémům a pravděpodobnostní kombinatorice.